# Aaron Mensing
Hans Aaron Mensing (Sønderborg, 11 de noviembre de 1997) es un jugador de balonmano danés que juega de lateral izquierdo en el MT Melsungen. Es internacional con la selección de balonmano de Dinamarca.
Su primer gran campeonato con la selección fue el Campeonato Europeo de Balonmano Masculino de 2022.

## Palmarés

### Selección nacional
| Campeonato Europeo | Campeonato Europeo   | Campeonato Europeo | Campeonato Europeo |
| Año                | Lugar                | Medalla            |                    |
| ------------------ | -------------------- | ------------------ | ------------------ |
| 2022               | Hungría y Eslovaquia | Medalla de bronce  |                    |
| 2024               | Alemania             | Medalla de plata   |                    |

## Clubes
| Club                   | País      | Año         |
| ---------------------- | --------- | ----------- |
| SønderjyskE Håndbold   | Dinamarca | 2016 - 2020 |
| Team Tvis Holstebro    | Dinamarca | 2020 - 2021 |
| SG Flensburg-Handewitt | Alemania  | 2021 - 2023 |
| GOG Håndbold           | Dinamarca | 2023 - 2024 |
| MT Melsungen           | Alemania  | 2024 - Act. |